# Tonometer

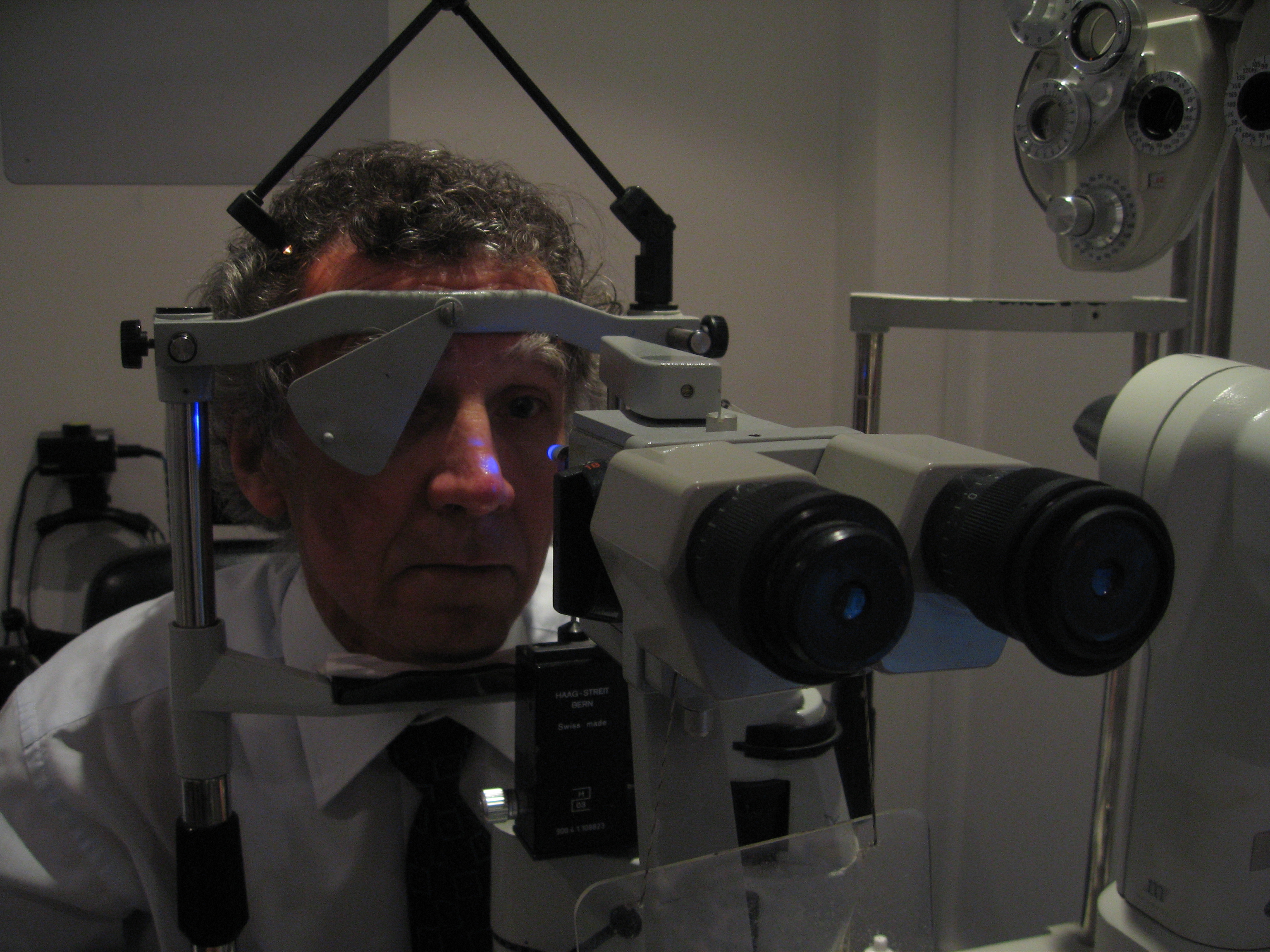
Patiënt bij een applanatie-tonometer

Een tonometer is een oogheelkundig instrument dat gebruikt wordt om de oogdruk van een patiënt te meten. Tonometrie wordt bij de meeste opticiens uitgevoerd als standaard onderdeel bij een routine-oogmeting omdat hiermee een eventueel risico op glaucoom vroegtijdig herkend kan worden.

## Methodes
Tonometrie kan op verschillende methoden uitgevoerd worden. De werking verschilt per methode, ook is de betrouwbaarheid van de meting niet bij elke methode gelijk.

### Applanatie-tonometers

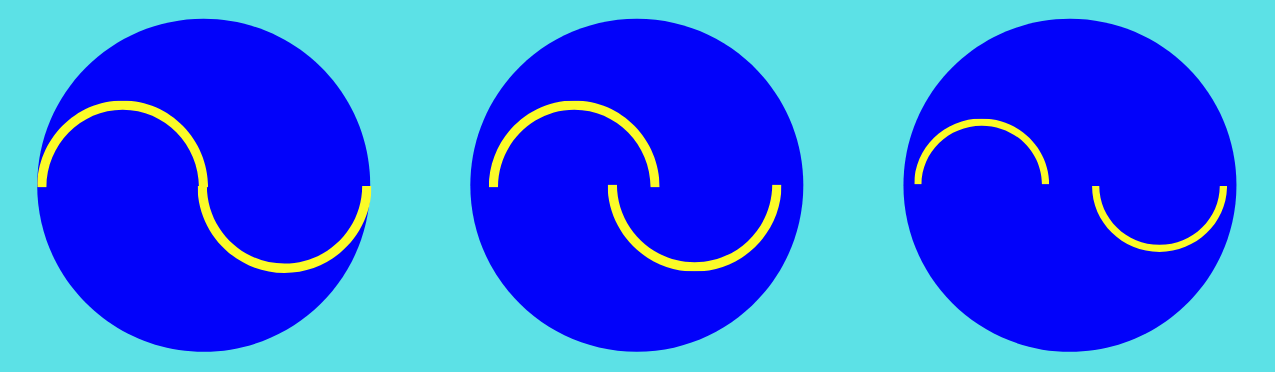
Beeld van de oogarts tijdens de applanatie-methode. Bij de eerste afbeelding is de druk goed en kan deze afgelezen worden. Bij het tweede en derde plaatje staan de cirkels niet goed en wordt de oogdruk foutief gemeten (respectievelijk te hoog en te laag).

De meest nauwkeurige en betrouwbare methode voor de tonometrie is de applanatie-tonometer. De oogarts verdooft het hoornvlies van de patiënt met verdovende druppels zodat hij/zij niets voelt van het onderzoek. Na de verdovende druppels wordt een gelige kleurstof (fluoresceïne) toegediend. De oogarts plaatst het apparaat (de tonometer) vervolgens direct op het oog. De onderzoeker ziet twee lichtgevende halve cirkels. Door meer of minder druk op het oog uit te oefenen, komen de cirkels meer of juist minder recht boven elkaar te staan. Zodra de cirkels precies elkaar raken, kan de oogdruk worden afgelezen. De meeste oogartsen en optometristen in Nederland gebruiken de applanatie-methode. Wegens het toedienen van de verdovende druppel mag dit onderzoek niet door opticiens uitgevoerd worden.

### Non-contact tonometrie

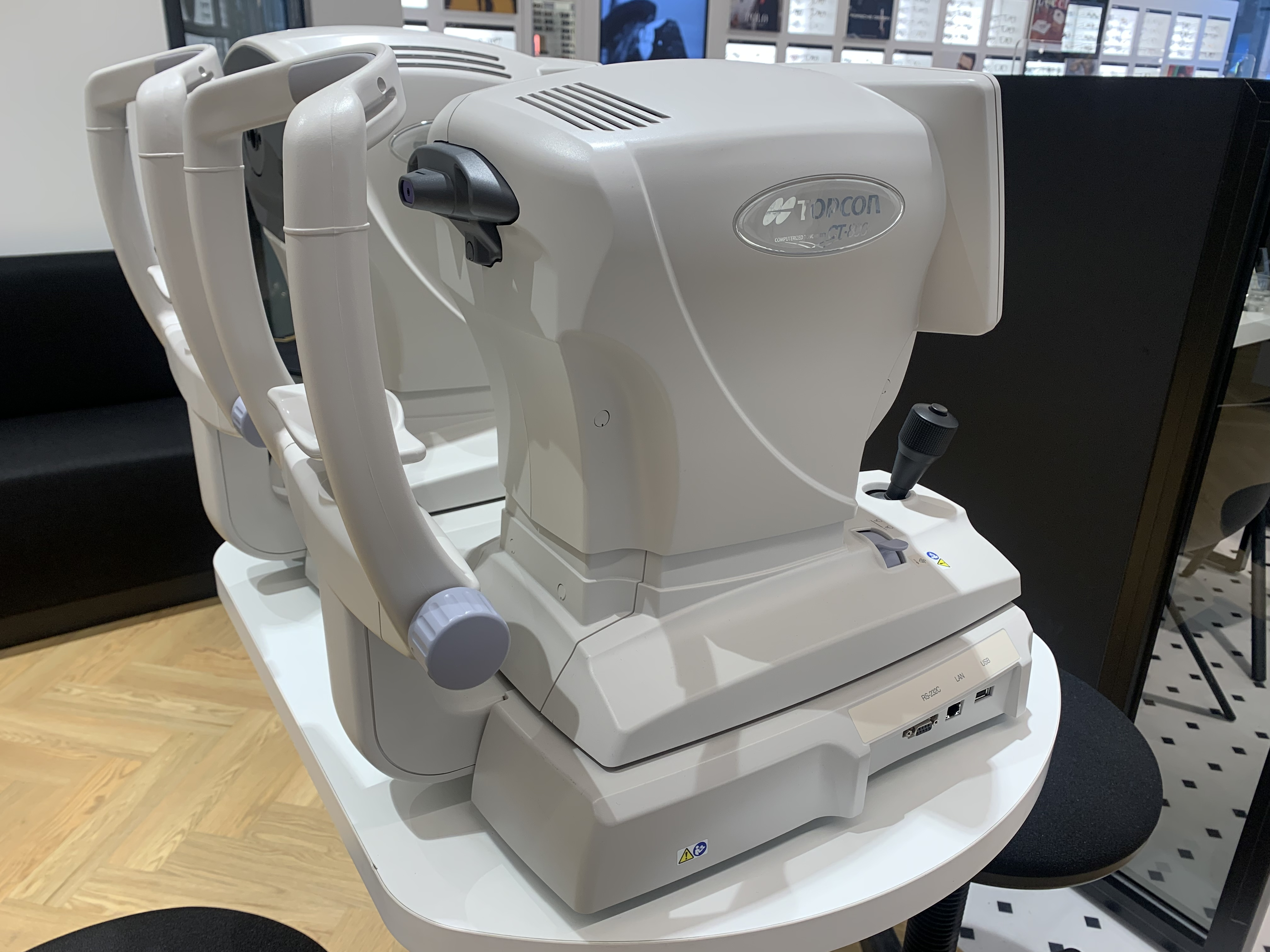
Non-contact-tonometer

De meeste opticiens maken gebruik van de non-contact tonometrie. Bij deze methode van tonometrie blaast de tonometer een klein luchtpufje tegen het hoornvlies. Hierbij is geen direct contact met het oog, waardoor deze methode zeer snel uitgevoerd kan worden. De methode is ook niet pijnlijk voor het oog, waardoor deze niet eerst verdoofd hoeft te worden. De cliënt kan wel een reflex-reactie krijgen van het luchtpufje. 
Een nadeel van deze methode is dat de betrouwbaarheid een stuk lager ligt dan bij de applanatie-methode. Wanneer de opticien dan ook een hogere oogdruk meet met de non-contact tonometer, zal deze altijd adviseren een applanatie-tonometrie uit te laten voeren door de optometrist of oogarts.